# Черняховський Іван Данилович
Іва́н Дани́лович Черняховський (16 [29] червня 1906, с. Оксанина (нині — Уманський район, Черкаська область) — 18 лютого 1945, Пененжно, Польща, кол. Східна Пруссія) — радянський воєначальник, двічі Герой Радянського Союзу, у період німецько-радянської війни командувач 60-ю армією Воронезького фронту, згодом командувач військами 3-го Білоруського фронту, генерал армії (1944). Один з чотирьох радянських командувачів фронтами (також Михайло Кирпонос, Михайло Петров, Микола Ватутін), що загинули у роки війни на фронті.

## Біографія
Народився 16 (29) червня 1906 року в селі Оксанина (нині Уманського району Черкаської області).Українець
У 1913–1919 роках навчався в Вапнярській початковій залізничній школі. Працював пастухом, потім з жовтня 1919 по квітень 1920 року був різноробочим на гальмівних майданчиках товарних вагонів. З травня 1920 по грудень 1922 року працював колійним робітником, підручним слюсаря. Навесні 1922 року екстерном склав іспити за курс неповної середньої школи, був обраний секретарем Вербовського комсомольського осередку. З грудня 1922 по травень 1923 року — провідник вантажів 1-ї державної заготівельної контори; з травня 1923 по вересень 1924 — бондар, шофер Новоросійського 1-го державного цементного заводу «Пролетарій».

### Довоєнна служба
У Червоній Армії з 1924 року. З вересня 1924 по жовтень 1925 року був курсантом Одеської піхотної школи, до якої спрямований по комсомольській путівці Новоросійського окружного комітету комсомолу. З жовтня 1925 по серпень 1928 року — курсант Київської артилерійської школи. Член ВКП(б) з 1928 року. З вересня 1928 по червень 1929 року — командир взводу 17-го корпусного артилерійського полку Українського військового округу; в червні-липні 1929 року — тимчасовий виконувач посаду начальника зв'язку 17-го корпусного артилерійського полку; в липні-вересні 1929 — знову командир взводу 17-го корпусного артилерійського полку; з вересня 1929 по квітень 1930 — помічник командира батареї з політичної частини 17-го корпусного артилерійського полку; з квітня по липень 1930 — начальник топографічного загону 17-го корпусного артилерійського полку. У 1930 році закінчив вечірню середню школу. З липня 1930 по травень 1931 року — командир розвідувальної навчальної батареї 17-го корпусного артилерійського полку.
З травня 1931 по травень 1932 року — слухач Військово-технічної академії імені Ф. Е. Дзержинського. З травня 1932 по листопад 1936 року — слухач командного факультету Військової академії механізації і моторизації РСЧА. Володів французькою мовою.
З січня по липень 1937 року — начальник штабу 2-го танкового батальйону 8-ї механізованої бригади Київського військового округу; з липня 1937 по травень 1938 — командир 1-го танкового батальйону 8-ї механізованої бригади Білоруського Особливого військового округу; з травня 1938 по липень 1940 — командир 9-го окремого легко-танкового полку Білоруського Особливого військового округу. Атестований як «виключно сумлінний, відмінно знаючий військову справу, користується діловим авторитетом командир». З липня 1940 по березень 1941 року — заступник командира 2-ї танкової дивізії Прибалтійського Особливого військового округу.
З березня 1941 року, в 35-річному віці, став командиром 28-ї танкової дивізії 12-го механізованого корпусу Прибалтійського Особливого військового округу (з червня 1941 — Північно-Західного фронту), з якою він вступив у бій у червні 1941 року.

### Друга світова війна
Брав участь в оборонних боях Північно-Західного фронту. У серпні 1941 року в складі Новгородської оперативної групи військ дивізія під командуванням І. Д. Черняховського брала участь в обороні Новгорода. У грудні 1941 року 28-ма танкова дивізія була переформована в 241-ту стрілецьку дивізію. З 7 січня по 20 травня 1942 року брала участь у Дем'янській наступальній операції військ Північно-Західного фронту.
У червні 1942 року — у розпорядженні начальника Головного автобронетанкового управління. З 15 червня по 25 липня 1942 року — командир 18-го танкового корпусу Воронезького фронту. З липня 1942 по квітень 1944 року — командувач 60-ю армією Воронезького фронту (з 23 березня 1943 року — Курського, з 26 березня 1943 року — Центрального, з 6 жовтня 1943 року — знову Воронезького, з 20 жовтня — 1-го Українського фронтів). До кінця 1942 року армія вела оборонні бої на лівому березі річки Дон північніше Воронежа. Війська під командуванням І. Д. Черняховського брали участь у Воронезько-Касторненській (24 січня — 2 лютого 1943), Харківській (2 лютого — 3 березня 1943) наступальних операціях, що проходили в рамках Воронезько-Харківської стратегічної операції. У ході цих операцій були відбиті Воронеж (25 січня), Касторне (29 січня), Курськ (8 лютого). Учасник Курської битви (5 липня — 23 серпня 1943 року), Чернігівсько-Прип'ятської наступальної операції (26 серпня — 30 вересня 1943), відвоювання Лівобережної України. У другій половини вересня 1943 року війська армії вийшли до Дніпра, північніше Києва, з ходу форсували його і захопили плацдарми в районах Страхолісся, Ясногородки і на схід від Димера. У листопаді 1943 — квітні 1944 року армія брала участь в Київській наступальній (3—13 листопада 1943), Київській оборонній (13 листопада — 22 грудня 1943), Житомирсько-Бердичівській (24 грудня 1943 — 14 січня 1944), Рівненсько-Луцькій (27 січня — 11 лютого 1944), Проскурівсько-Чернівецькій (4 березня — 17 квітня 1944) операціях.
Указом Президії Верховної Ради СРСР від 17 жовтня 1943 року «за високі організаторські здібності при форсуванні Дніпра і виявлений особистий героїзм», генерал-лейтенанту Черняховському Івану Даниловичу присвоєно звання Героя Радянського Союзу з врученням ордена Леніна і медалі «Золота Зірка» (№ 1922).
У квітні 1944 року — командувач військами Західного фронту, а після його перейменування — 3-го Білоруського фронту (з 24 квітня 1944 до лютого 1945 року). У травні — першій половині червня 1944 року війська фронту вели бойові дії місцевого значення на території Білорусі. Беручи участь у Білоруській наступальній стратегічній операції (23 червня — 29 серпня 1944 року), фронт провів Вітебсько-Оршанську (23—28 червня 1944 року), Мінську (29 червня — 4 липня 1944 року), Вільнюську (5—20 липня 1944 року), Каунаську (28 липня — 28 серпня 1944 року) операції. У результаті були відвойовані Вітебськ (26 червня), Орша (27 червня), Борисов (1 липня), Мінськ (3 липня), Молодечно (5 липня), Вільнюс (13 липня), Каунас (1 серпня) і війська фронту вийшли до кордону зі Східною Пруссією.
Указом Президії Верховної Ради СРСР від 29 липня 1944 року генерал армії Черняховський Іван Данилович вшанований другою медаллю «Золота Зірка».
З 5 по 22 жовтня 1944 року окремі сили фронту спільно з 1-м Прибалтійським брали участь у Мемельській операції. У результаті було ізольоване Курляндське угруповання німців і війська увійшли в Східну Пруссію і північно-східну Польщу.
З 16 по 30 жовтня 1944 року І. Д. Черняховський керував самостійною Гумбінен-Гольдапскою фронтовою операцією. З 13 січня по 18 лютого 1945 року брав участь у Східно-Прусській наступальній стратегічній операції, в ході якої 13—26 січня провів Інстербурзько-Кенігсберзьку операцію, війська фронту вийшли на підступи до Кенігсберга і блокували східнопрусське угруповання німців.
18 лютого 1945 року в районі міста Мельзак (нині Пененжно, Польща) автомобіль генерала потрапив під артобстріл, і він був смертельно поранений. Помер того ж дня.
У газеті «Красная звезда», яка мала побачити світ 19 лютого, вже було набране повідомлення про надання Івану Даниловичу звання Маршала Радянського Союзу. Та оскільки це звання посмертно не надавалося, за вказівкою Сталіна його зняли з друку. Похований І. Д. Черняховський у Вільнюсі (Литва). У 1992 році прах генерала був перепохований у Москві на Новодівочому цвинтарі.

## Нагороди
Нагороди: двічі Герой Радянського Союзу — 17.10.1943, 29.07.1944; орден Леніна — 07.10.1943; чотири ордена Червоного Прапора — 16.01.1942, 03.05.1942, 04.02.1943, 03.11.1944; два ордена Суворова 1-го ступеня — 08.02.1943, 11.09.1943; орден Кутузова 1-го ступеня — 29.05.1944; орден Богдана Хмельницького 1-го ступеня — 10.01.1944; медалі.

## Вшанування пам'яті
На знак визнання заслуг генерала армії Івана Черняховського у відвоюванні Литовської РСР від німців у Вільнюсі йому був споруджений пам'ятник. Місто Інстербург Калінінградської області перейменовано в Черняховськ.
У 1992 році прах Івана Черняховського, похованого у центрі литовської столиці, був перевезений з міста Вільнюса і перепохований в Москві на Новодівочому кладовищі. Демонтований у Вільнюсі пам'ятник Івану Черняховському роботи народного художника СРСР скульптора М. В. Томського був перевезений до міста Воронежа, який наприкінці 1942 року обороняла, а в січні 1943 року відвойовувала 60-та армія під його командуванням.
На його батьківщині встановлено бронзовий бюст, він був навічно зарахований до списків 1-ї батареї Київського військового артилерійського училища. У місті Одесі споруджено пам'ятник Івану Черняховському. І відкрито музей імені І. Д. Черняховського в селі Оксанина Уманського району Черкаської області. 
Вулиці Черняховського існують у ряду міст України.
Указом Президента України від 22 лютого 2013 року № 85/2013 Національному університету оборони України присвоєно ім'я Івана Черняховського (обґрунтування Указу: «Ураховуючи особливі заслуги перед Батьківщиною уславленого сина українського народу, видатного полководця, двічі Героя Радянського Союзу, генерала армії Черняховського Івана Даниловича та зважаючи на високі показники Національного університету оборони України у підготовці висококваліфікованих офіцерських кадрів для Збройних Сил України»).
16 червня 2023 року Президент України Володимир Зеленський скасував указ Януковича про присвоєння університету імені Черняховського.

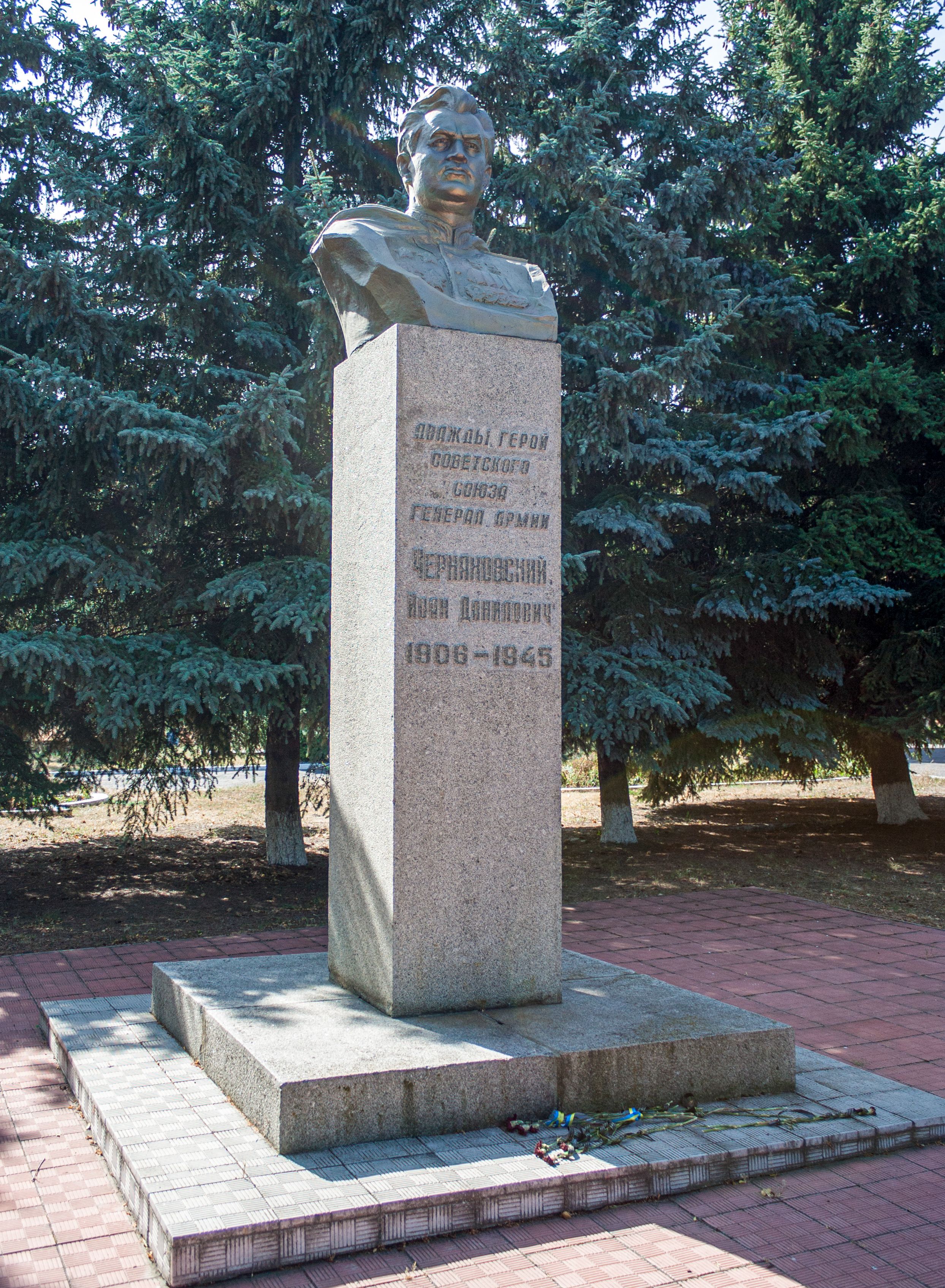
Пам'ятник в селі Оксанина
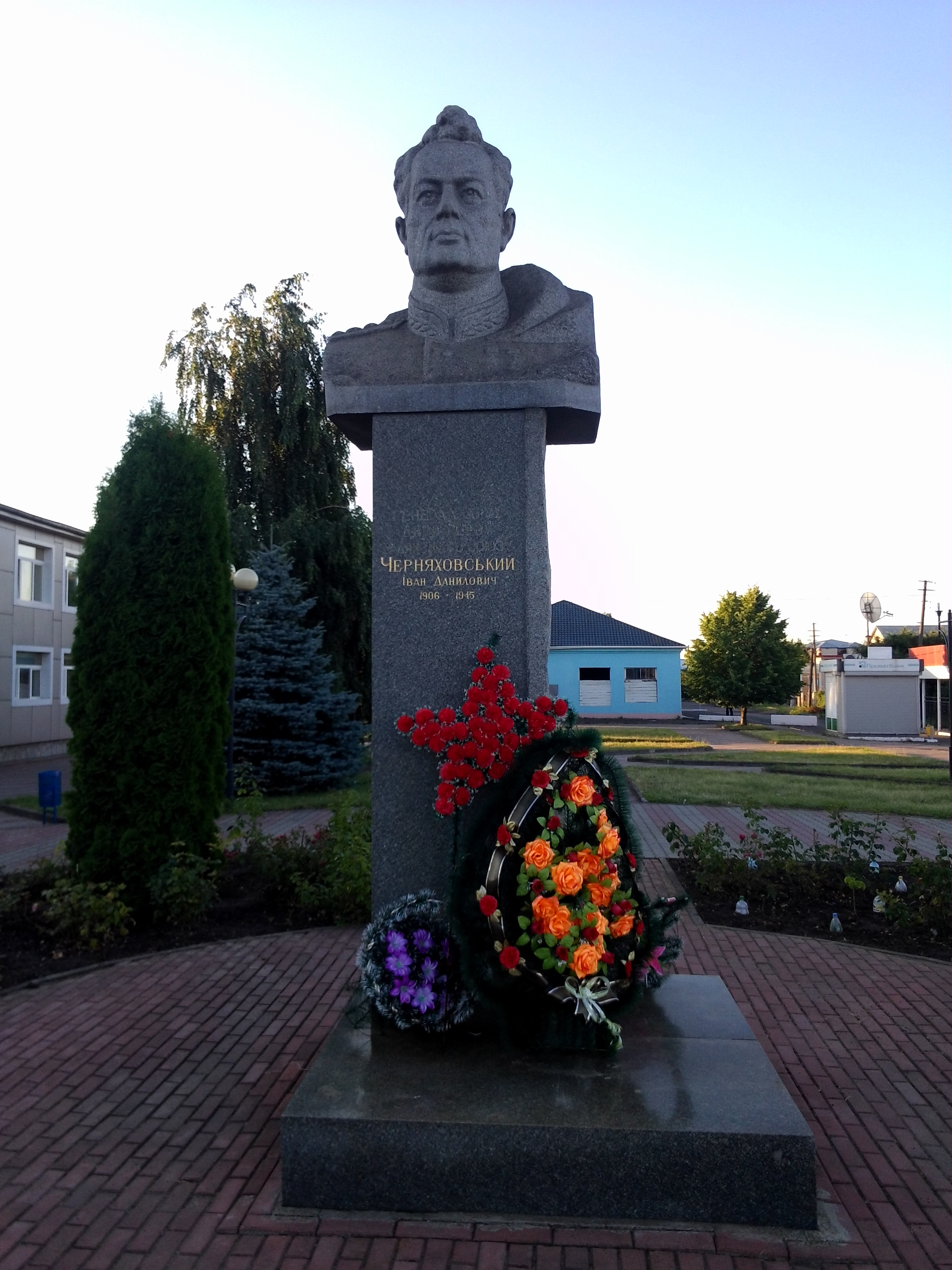
Пам'ятник у Вапнярці
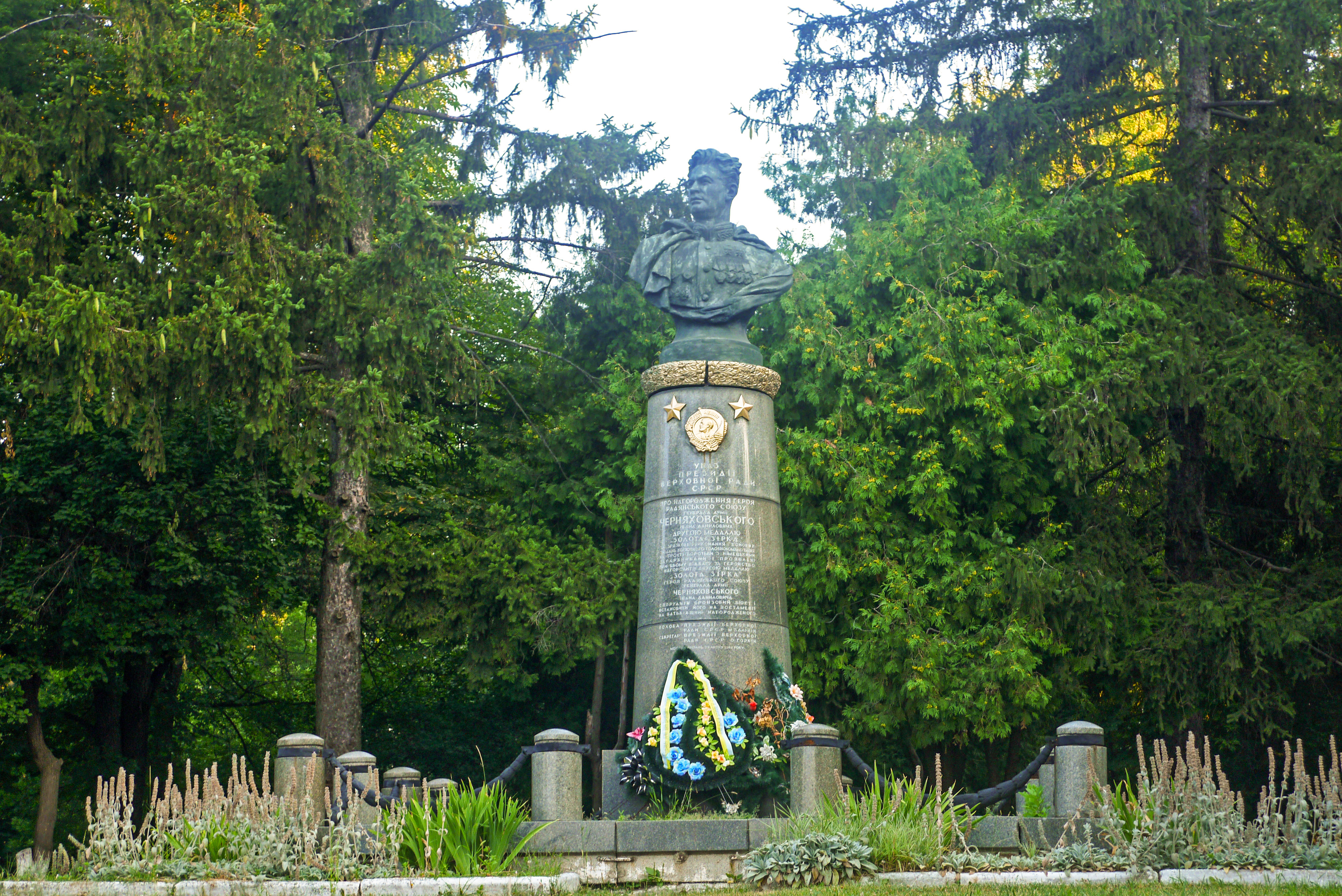
Пам'ятник в Умані
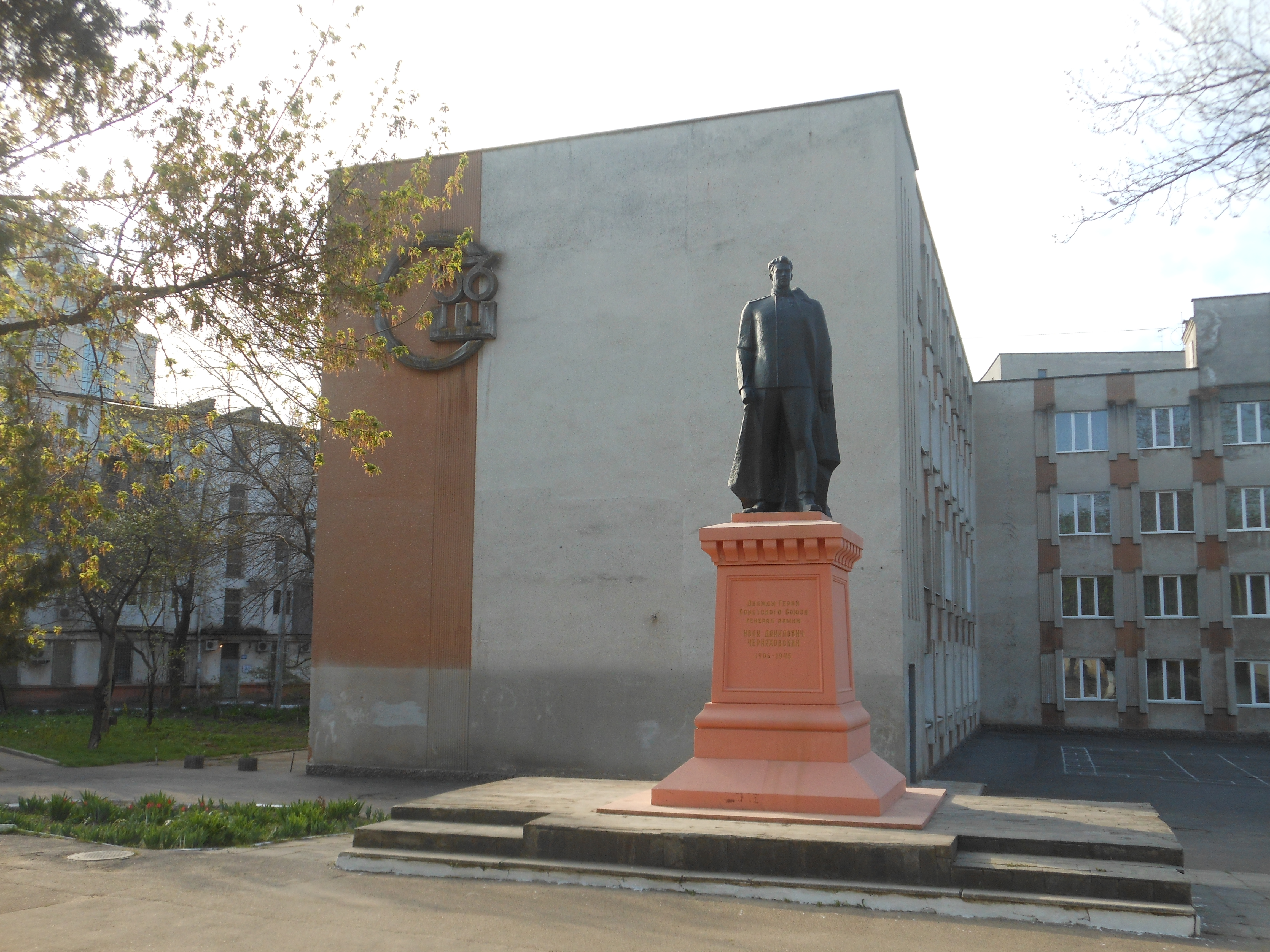
Пам'ятник в Одесі поряд з школою № 56
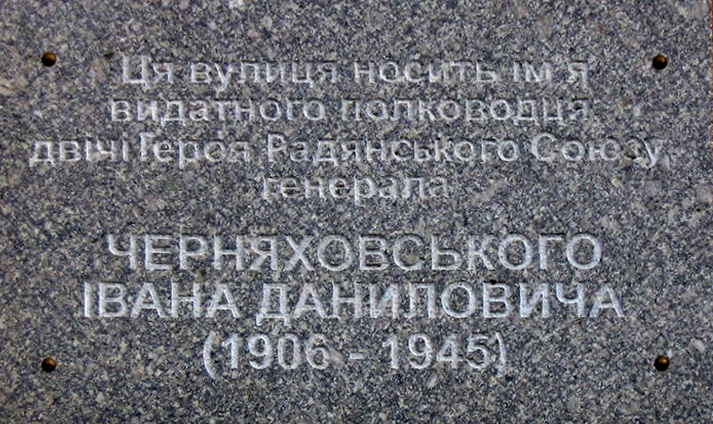
Анотаційна дошка в Києві